# Bossiaea disticha
Bossiaea disticha är en ärtväxtart som beskrevs av John Lindley. Bossiaea disticha ingår i släktet Bossiaea och familjen ärtväxter. Inga underarter finns listade i Catalogue of Life.